# Red ATLAS
La Red ATLAS es una asociación de unidades especiales de intervención de la Unión Europea cuyo objetivo es mejorar la cooperación en la lucha contra el terrorismo y la delincuencia organizada. Depende de la Comisión Europea, a través de su Dirección General de Migración y Asuntos de Interior (DG HOME)  . Surgió como una organización informal tras los atentados del 11 de septiembre de 2001.
Además de organizar seminarios e intercambiar material y procedimientos, la red ATLAS también ha organizado ejercicios conjuntos en Alemania (2003) y en los Países Bajos (2004). En 2013, se preparó una simulación de ataques terroristas simultáneos en nueve Estados miembros de la Unión Europea.

## Unidades integradas en la red
Algunos Estados miembros tienen más de una unidad integrada en la red:
- ARAS (Lituania)
- CKPK BOA (Polonia)
- CGSU (Bélgica)
- DSI (Países Bajos)
- EAO (Chipre)
- EKAM (Grecia)
- EKO Cobra (Austria)
- ERU (Irlanda)[4]
- GEO (España)
- GIGN (Francia)
- GIS (Italia)
- GOE (Portugal)
- GSG 9 (Alemania)
- GSPI Acvila (Rumanía)
- K-Komando (Estonia)
- Lynx (Eslovaquia)
- NI (Suecia)
- NOCS (Italia)
- OMEGA (LetLuxemburgo)OMEGA (Letonia)
- RAID (Francia)
- Special Assignments Group (SAG) (Malta)
- SIAS (Rumania)
- SCO19 (Reino Unido)
- SEK (Estado de Baden-Württemberg, Alemania)
- SOBT (Bulgaria)
- Specialna Enota Policije (Slovenia)
- TEK (Hungría)
- UEI (España)
- URNA (República Checa)
- USP (Luxemburgo)